# 丘浮尤鞮單于
丘浮尤鞮单于（？—57年），挛鞮氏，名莫，南匈奴第二任单于，為匈奴烏珠留若鞮單于之子，初為左贤王。东汉建武中元元年（56年），醢落尸逐鞮單于死，莫承袭為丘浮尤鞮單于，次年去世。
初為左賢王，建武二十五年（49年）春，其兄䤈落尸逐鞮單于派遣左賢王莫率兵萬余人攻打北單于弟薁鞬左賢王，将其生擒。建武三十一年（55年），䤈落尸逐鞮單于去世，汉朝的中郎將段郴率兵来吊唁，以酒米祭奠，分兵衛護。左賢王莫即位，漢光武帝派遣使者带着璽書慰抚，拜授璽綬，赐冠幘、三襲絳單衣，童子佩刀、緄帶各一，又賜四千匹繒綵，令他賞賜諸王、骨都侯以下。其後單于去世，东汉朝廷弔祭慰賜，以為常例。建武中元二年（57年），丘浮尤鞮单于去世，弟汗立為伊伐於慮鞮單于。其子丘除車林鞮單于蘇。